# Metarthrodes albotaeniatus
Metarthrodes albotaeniatus is een hooiwagen uit de familie Gonyleptidae.